# نزار أحمد
نزار أحمد (بالإنجليزية: K. S. Nissar Ahmed)‏‏ (5 فبراير 1936 - 3 مايو 2020) مؤلف، وشاعر من الهند.

## روابط خارجية
- نزار أحمد على موقع ميوزك برينز (الإنجليزية)